# Universidad de Yuba
La Universidad Nacional de Yuba (Juba National University, en inglés), comúnmente conocida como la Universidad de Yuba, está localizada en los suburbios al norte de Yuba, la capital de Sudán del Sur.

## Historia
Fundada en 1977; años después debió trasladarse a Jartum, debido a la segunda guerra civil sudanesa. Ante el advenimiento de la independencia de Sudán del Sur, la universidad retorna a Yuba.
En 2006, el Gobierno de Sudán del Sur acordó cambiar su nombre a la Universidad Nacional de Yuba.